# Moeritherium

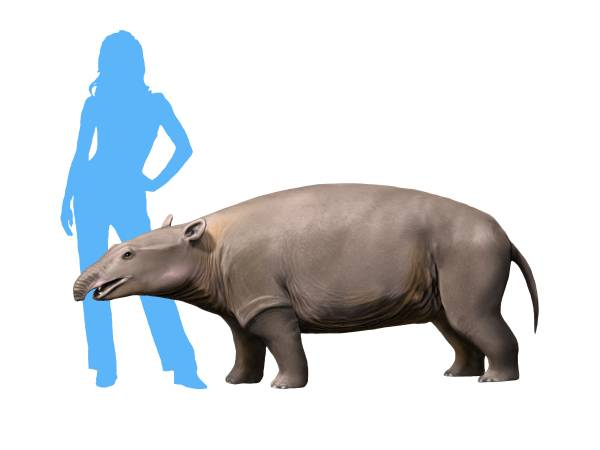
Raffigurazione artistica di M. lyonsi

Il moeriterio o meriterio (gen. Moeritherium Andrews, 1901), il cui nome significa "bestia del lago di Moeris", era un parente preistorico degli attuali elefanti, vissuto tra l'Eocene superiore e l'Oligocene inferiore (tra 37 e 35 milioni di anni fa) in Africa del Nord.
Rappresenta attualmente l'unico genere appartenente alla famiglia Moeritheriidae.

## Descrizione
L'aspetto era simile a quello di un tapiro. Doveva essere un mammifero semi-acquatico, dall'aspetto rotondeggiante, con un corpo lungo e basso, sorretto da arti corti e robusti. Era di dimensioni inferiori a quelle della maggior parte dei successivi proboscidati, con un'altezza al garrese di circa 70 cm e un peso di poco superiore ai 200 kg.
Il cranio era lungo e dotato di una parte posteriore molto estesa. Il muso era simile a quello di un tapiro e potrebbe essere stato dotato di una corta proboscide o più probabilmente di un labbro prensile e muscoloso che gli permetteva di strappare le piante acquatiche di cui si nutriva. I secondi incisori erano modificati in modo da quattro brevi zanne, più simili a quelle di un ippopotamo che a quelle di un moderno elefante.

## Classificazione
È considerato solitamente uno dei più antichi progenitori degli elefanti odierni. In realtà, pur appartenendo ai proboscidati, il meriterio possiede caratteristiche già troppo distinte da quelle riscontrabili nelle forme attuali per essere considerato un vero e proprio antenato; in particolare, la forma del cranio, notevolmente diversa da quella degli elefanti, è la prova che il meriterio deve essere collocato in un ramo laterale dell'evoluzione dei proboscidati. Resta però da tener conto dell'eventuale presenza della piccola proboscide prensile, caratteristica invece propria degli elefanti.
Si conoscono attualmente le seguenti specie:
- Moeritherium andrewsi Schlosser, 1911
- Moeritherium chehbeurameuri Delmer et al., 2006
- Moeritherium gracile Andrews, 1902
- Moeritherium latidens
- Moeritherium lyonsi Andrews, 1901
- Moeritherium pharaonensis

Le specie M. andrewsi e M. lyonsi sono anche conosciute rispettivamente come M. trigonodon e M. ancestrale. M. lyonsi è tra le specie più note.

## Paleobiologia

### Alimentazione
Nonostante la presenza delle quattro zanne, il tipo di dentatura lascia supporre che il meriterio si nutrisse di piante acquatiche.

## Distribuzione e habitat
Con tutta probabilità, il meriterio viveva nei pressi di zone paludose, molto comuni in quel periodo e in quei luoghi.

## Scoperta
I primi resti di meriterio sono stati rinvenuti nella famosa località di El Fayum in Egitto, che ha restituito anche le vestigia di scimmie antichissime, così come di altri ungulati primitivi (Arsinoitherium) e di molti uccelli. Altri resti di meriterio sono poi stati scoperti in Mali e in Senegal. È da ricordare che le ultime forme di meriterio vissero accanto a proboscidati più evoluti, come Palaeomastodon e Phiomia.
Nel 1901, Charles William Andrews ha descritto Moeritherium lyonsi sulla base di resti fossili ritrovati nella formazione Qasr el Sagha della località egiziana di El Fayum. Andrews descrisse anche la specie più piccola Moeritherium gracile da resti fossili ritrovati nel 1902 sempre nella stessa area egiziana, in depositi di origine fluvio-marina che rappresentavano l'estuario di un fiume in un'antica laguna.
Nel 1904, sempre Andrews ritrovò fossili di Moeritherium trigodon in uno strato di depositi dell'oasi di Al Fayum. Altri resti furono poi ritrovati nel Nordafrica e in Africa occidentale.
Nel 1911, lo zoologo tedesco Max Schlosser suddivise il Moeritherium lyonsi in due specie: mantenne il nome Moeritherium lyonsi, per i resti provenienti dalla formazione di Qasr-el-Sagha, e denominò M. andrewsi la specie di dimensioni maggiori ritrovata nei depositi fluvio-marini.
Nel 2006, venne descritta la specie Moeritherium chehbeurameuri sulla base di reperti fossili risalenti all'Eocene ritrovati nella località di Bir El Ater, in Algeria.